# 布賴滕巴赫河 (約薩河支流)
50°10′37.92″N 9°28′18.31″E / 50.1772000°N 9.4717528°E

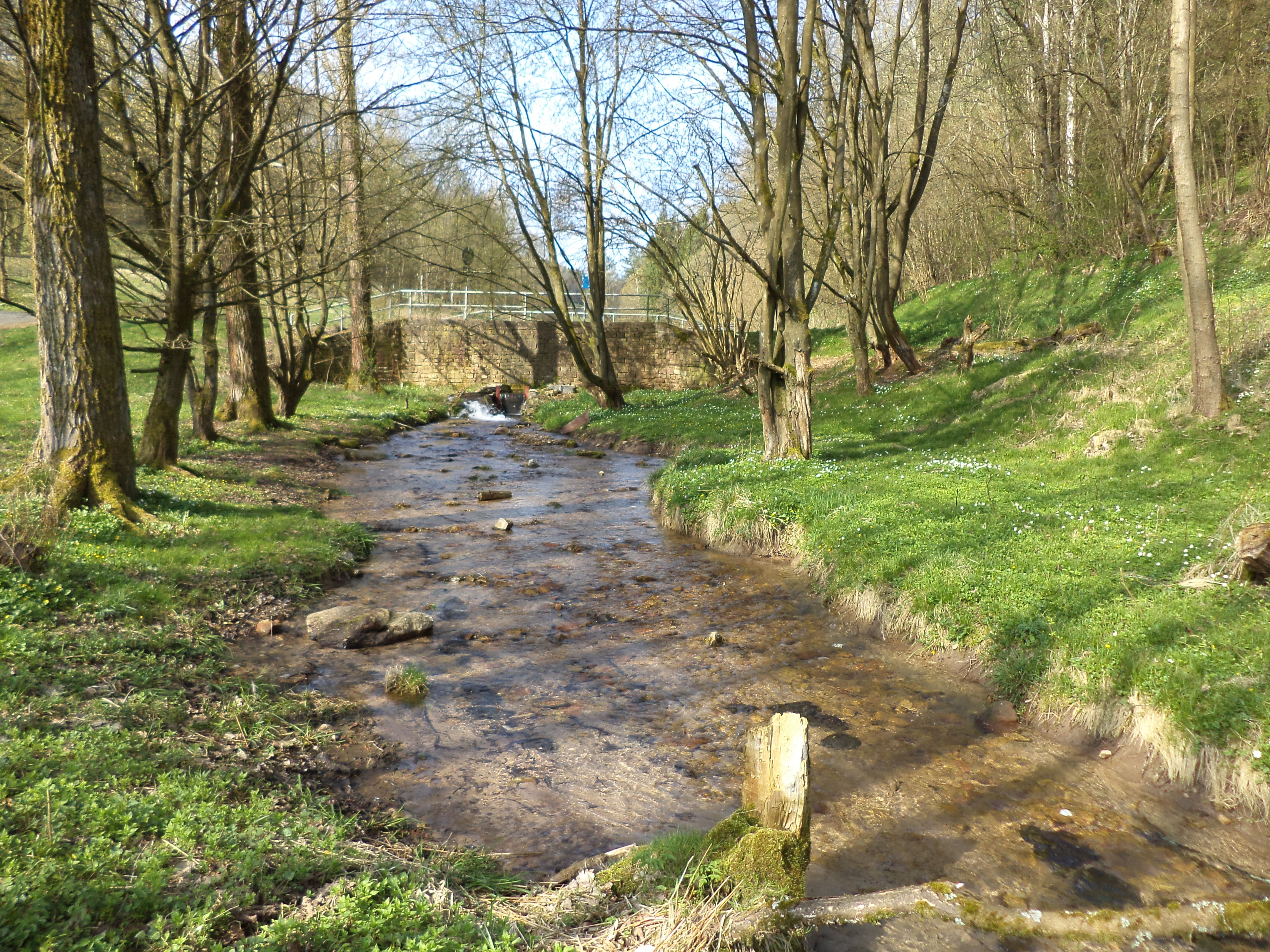

布賴滕巴赫河（德語：Breitenbach），是德國的河流，位於該國東南部，由巴伐利亞負責管轄，屬於約薩河的左支流，河道全長1.4公里，流域面積5.5平方公里。